# Лужицкие сербы (союз племён)

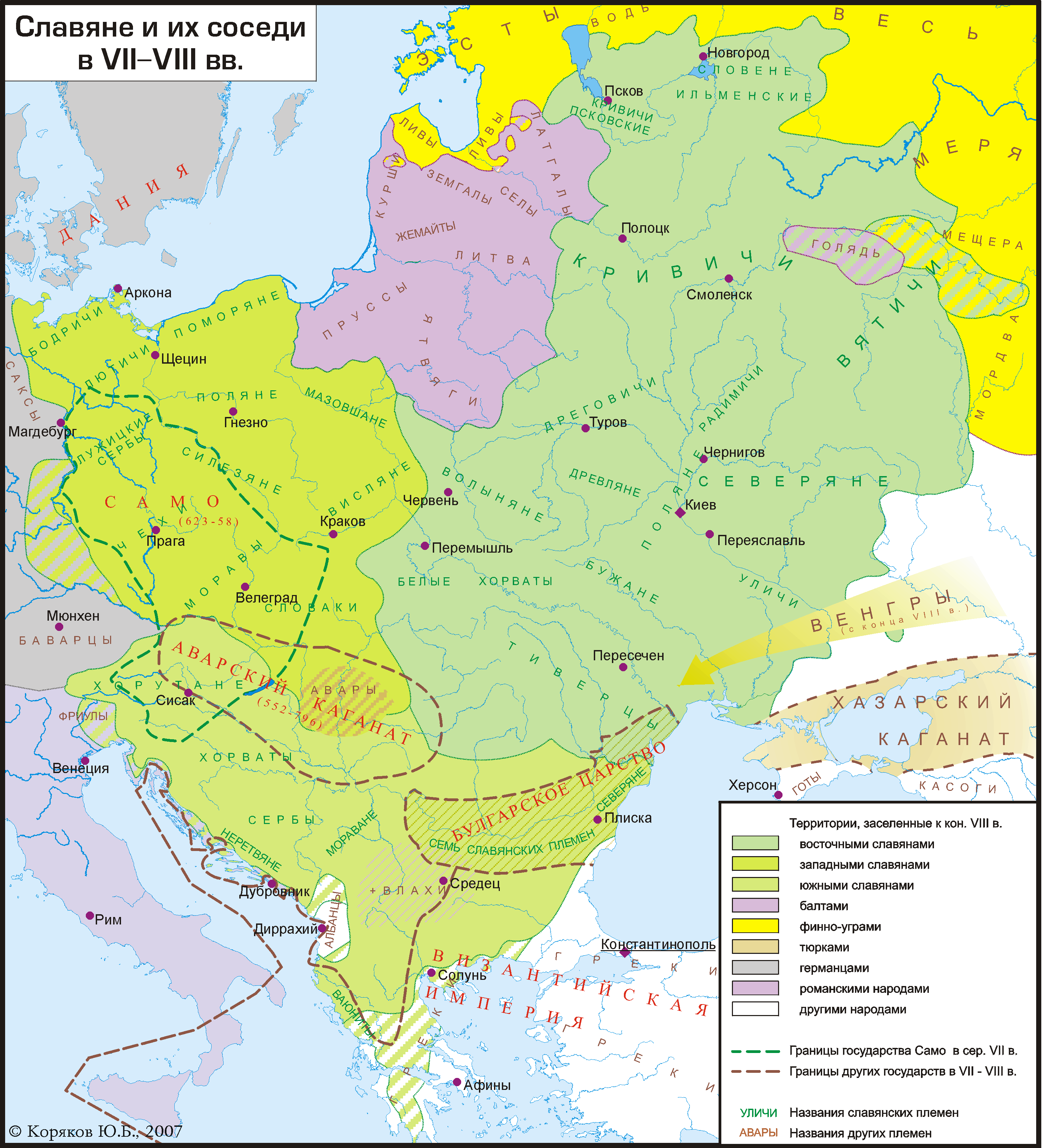
Лужицкие сербы на карте расселения славян и их соседей в конце VIII века

Лу́жицкие се́рбы (сербы) — средневековый западнославянский союз племён во главе с племенем сорбов (сербов), включавший помимо сорбов также далеминцев, мильчан, лужичан, нишан, сусельцев и другие племена междуречья Заале (Салы) и Одера (Одры). Лужицкие сербы являлись одним из трёх крупных объединений полабских славян, областью их расселения была южная часть славянополабского ареала. Современные потомки лужицких сербов — лужичане (сербы, сорбы), славянский народ на востоке Германии, единственный среди полабских славян, сохранивший до настоящего времени родные язык и культуру.

## История

### Заселение междуречья Одера и Эльбы

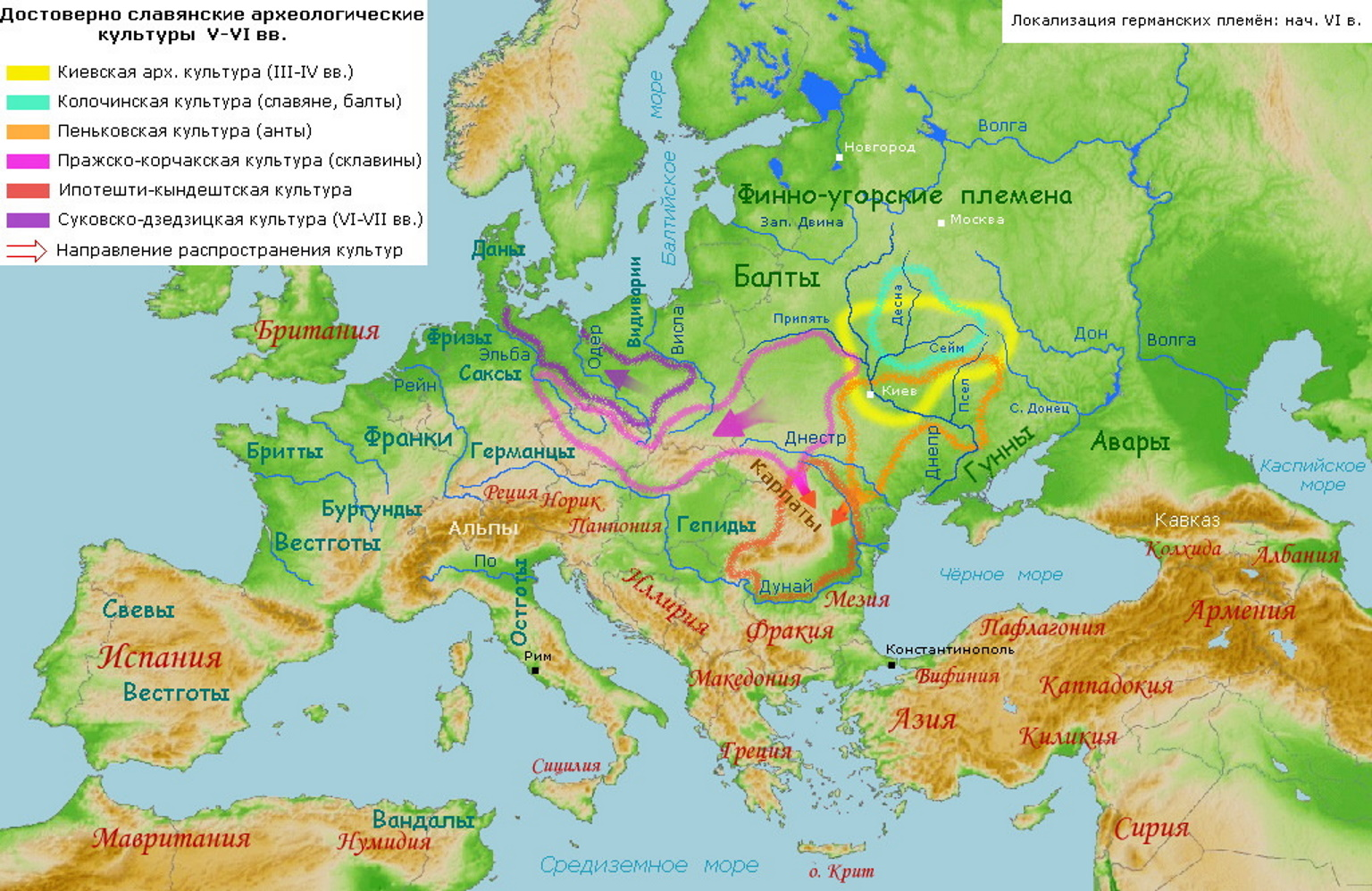
Ранние славянские археологические культуры V—VI вв.

Первые группы славян появляются в междуречье Заале и Одера (в почти полностью опустевшем в результате миграций германских племён в ходе великого переселения народов) с VI века, продвигаясь на запад из первоначальной области своего обитания между Одером и Днепром к северу от Карпатских гор. Первыми славянами, освоившими данный регион, были представители суковско-дзедзицкой археологической культуры, к которым относились мильчане, требояне, жаровяне, слубяне, а также соседние польские племена любушан и дедошан. К западу от них за Эльбой были расселены славяне пражско-корчакской культуры. Позже в лужицкосербский ареал проникают славяне торновской культуры, отождествляемые с племенем лужичан. С начала VII века в междуречье Заале и Эльбы среди местного славянского населения расселяются славяне рюсенской культуры из придунайского региона, представленные племенем сербов (сорбов), влиянию славян данной культуры подверглись также мильчане, жившие к востоку от Эльбы.
Всего насчитывалось около 20 племён, у которых распространился общий этноним сербы, они расселились на территории площадью около 40 000 квадратных километров от реки Заале на западе до рек Одер и Бубр на востоке и от Берлина на севере до Рудных гор на юге. Племена сербов проникали и западнее в Тюрингию, Баварию и соседние с ними районы. Численность сербов по данным археологи определяется в 160 000 человек. К северу от земель лужицких сербов размещались племена велетов (лютичей), к западу — германские племена, к востоку — силезские племена и к югу — племена чехов.

### Формирование союза племён

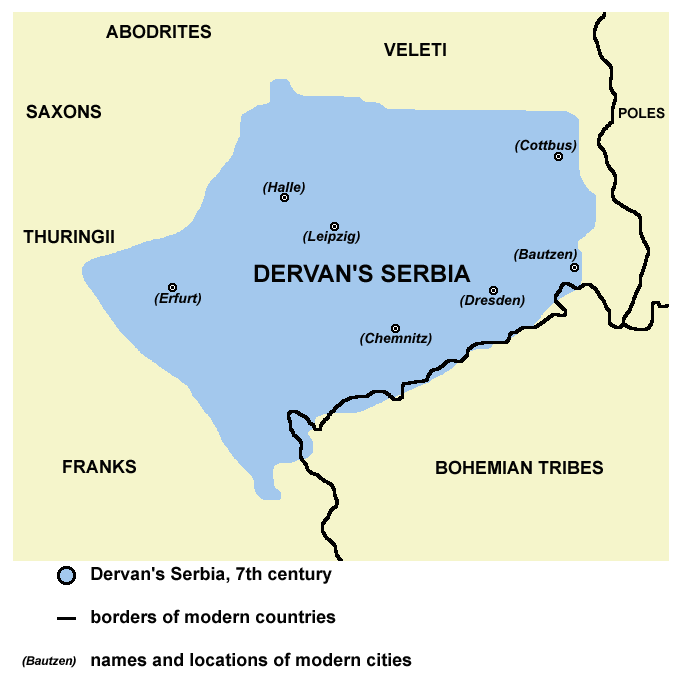
Территория владений князя Дервана в составе государства Само в VII веке

Первоначально племя сорбов, впервые упоминаемое в исторических источниках под 631 годом, населяло земли по берегам реки Мульды в соседстве с сусельцами, нелетичами, худичами, далеминцами и с рядом мелких славянских племён. Позднее к VIII веку сорбы образовали союз племён, в который вошли населявшие междуречье Заале и Эльбы далеминцы, колодичи, сиуслы, житичи, худичи, нелетичи, нуджичи и другие племена. К IX веку сорбский союз распространяет своё влияние и к востоку от Эльбы до Одера и Бубра, этноним сорбов закрепляется у племён лужицкой области.
Территория образованного сорбами политического объединения была разделена на племенные регионы, состоявшие в свою очередь из «градских округов», всего насчитывалось до 50 таких округов. В исторических источниках под 806 годом упоминается имя князя Милидуха, правившего всеми сорбскими племенами.

### Войны с франками

Лужицкие сербы на границе с Франкским государством

В хронике Фредегара говорится о том, что уже в 30-х годах VII века сербы платили дань франкам. На некоторое время сербы освободились от господства франков, когда их земли вошли в состав государства Само, в это время возглавлял сорбские племена князь Дерван. С конца VIII века франки начинают всё чаще вторгаться на территорию сорбов. Франкский король Карл Великий разгромил славян в войне 782 года. В 805—806 годах в войнах с франками погибает князь Милидух. Исторические источники свидетельствуют о 14 крупных войнах сорбов с Франкским, а позднее Восточно-Франкским государством. Сорбы в некоторых случаях успешно противостоят германской агрессии и даже, переходят в наступление, вторгаясь в земли франков и разоряя их.
Противостояние франкскому королевству сближает сорбов с Великой Моравией — и короткий период в конце IX века, с 883 года, сорбы под властью князя Святоплука. Но уже в X веке, вслед за падением Великой Моравии, сербский племенной союз был окончательно разгромлен, серболужицкое население было покорено германцами.

### Ассимиляция славян

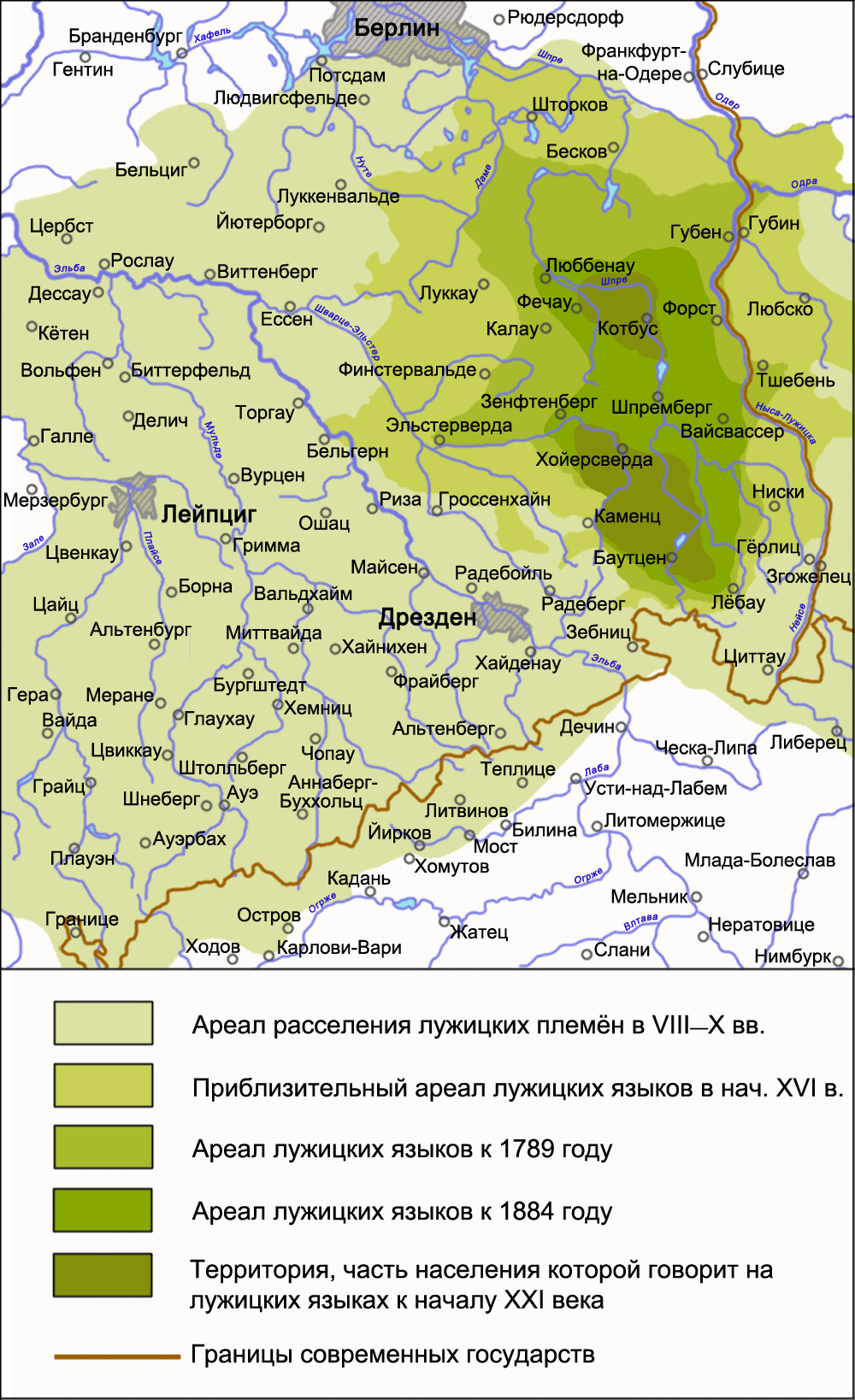
Сокращение серболужицкого языкового ареала.

После поражения в войнах с франками лужицкие сербы продолжали поднимать восстания, но все они были подавлены немецкими властями. В ходе покорения сербов были разрушены сотни городищ и деревень, истреблены тысячи людей. Завоевание славян сопровождалось христианизацией сербских областей. В области расселения лужицких сербов стали создаваться епископства, строились церкви. Славяне, противившиеся христианизации, тем не менее до XII века сохраняли языческую веру.
Войны в землях лужицких сербов не прекращались и в XI—XII вв., власть над этой территорией переходила от немцев то к полякам, то к чехам. В XII веке в землях сорбов были образованы марка Лужица (в землях лужичан) и земля Будишин (Бауцен) (в землях мильчан). Позднее Лужица стала называться Нижней Лужицей, а на Будишинскую землю распространилось название Верхняя Лужица.
После завоевания сербских земель началось их массовое заселение немецкими колонистами, немцы стали строить города, разрешая славянам селиться только на их окраинах. В условиях административного и церковного управления, находящегося в руках немцев, начался процесс постепенной германизации славянского населения. На значительных территориях лужицкие сербы утратили славянские язык и культуру, полностью ассимилировались сербы междуречья Заале и Эльбы, сохранилась лишь небольшая часть славян на территориях, населённых в прошлом племенами лужичан и мильчан. На землях лужичан в районе Котбуса (федеральная земля Бранденбург) в настоящее время распространён находящийся на грани исчезновения нижнелужицкий язык, а на землях мильчан в районе Будишина (федеральная земля Саксония) распространён верхнелужицкий язык, активно употребляемый только в районах расселения сорбов-католиков. Название племенного союза сербы сохранилось в самоназвании славян на востоке Германии — н.-луж. Serby, Serbski lud, в.-луж. Serbja, Serbski lud.

## Состав союза племён

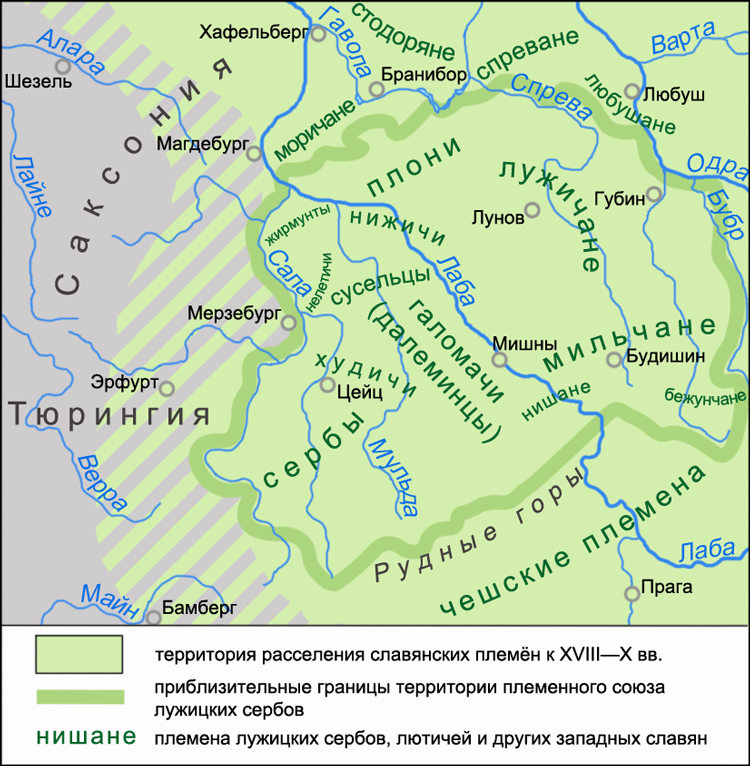
Карта размещения лужицкосербских племён в VIII—X вв.

Северо-восточные районы территории сербского союза племён населяли такие крупные племена, как мильчане и лужичане в междуречье Эльбы и Бубра, к востоку от них в пограничье с Силезией размещался ряд мелких племенных образований, таких как жаровяне, требояне, слубяне, бежунчане и другие. Из них в «Баварском Географе» IX века упоминаются племена лужичан (Lunsizi), мильчан (Milzane) и бежунчан (Besunzane). К северу от лужичан на границе с землями велетов жили плони, возможно также входившие в сербский союз. В юго-западных районах сербской территории размещались племена собственно сербов, далеминцев (гломачей), нишан, худичей, нижичей, сусельцев, жирмунтов, нелетичей и других племён, часть из которых были территориальными новообразованиями, большинство из них к VIII веку уже входили в лужицкосербский союз. Из них «Баварским Географом» упоминаются племена сербов (Surbi) и далеминцев (Talaminzi).

## Славяне Тюрингии
Из междуречья Заале и Эльбы славяне расселялись дальше на запад, уже с VII века небольшими группами проникая на территорию Тюрингии (об этом свидетельствуют редкие археологические находки пражско-корчакской и рюсенской культур). Начиная с IX века миграции славян усиливаются, что отражают письменные документы IX—XIII вв., славянская топонимика Тюрингии и многочисленные археологические данные. В некоторых районах Тюрингии к XII веку славяне составляли до 37 % всего населения.
Славяне селились или рядом с франкскими деревнями или в уже существующих деревнях франков. Славяне сохраняли собственную материальную культуру, судя по найденным археологическим материалам, до XII—XIII вв., после чего они постепенно растворились в немецкоязычной среде.

## Социальный строй
Лужицкие сербы жили родовым строем. На территории их расселения были расположены многочисленные «грады». «Грады» делились на крупные укреплённые поселения — центры небольших племенных образований и более мелкие — административные центры округов, служившие резиденциями племенных вождей и их дружин. Для местного населения такие поселения служили убежищем в случае возникновения опасности.
К VIII веку у лужицких сербов начался распад родового строя так же, как и у других народов Восточной Европы, на смену большой семье пришла деревенская община, представлявшая собой объединение нескольких семей, возглавляемое старостой. Главой племени у сербов был князь.
Распад родового строя разделил население на высший слой общества — князей племенных союзов и на свободных крестьян. К IX веку появляются лично зависимые члены племени.

## Хозяйственные отношения
Главными занятиями лужицких сербов были земледелие и скотоводство. Территория, занимаемая славянами сербского региона, прежде всего в южной части характеризуется плодородными моренными и лёссовыми почвами и развитой водной системой, что способствовало развитию земледелия. На севере сербской территории почва была
песчаная, а местность лесистая и болотистая. Славянское слово *luža (заболоченная местность) дало название земле племени лужичан — Лужица. Большое значение для сербов имели также охота, рыболовство и пчеловодство. Была развита торговля между племенами, основными товарами были скот, зерно, соль, гончарные изделия и прочее. По землям сербов проходили торговые пути из Западной Европы в Восточную и далее в Византию, Аравию. Сорбы занимались также разнообразными ремёслами.